# 約翰·法蘭克海默
約翰·麥可·法蘭克海默（英語：John Michael Frankenheimer，1930年2月19日—2002年7月6日），美國男導演和製片人，擅長執導劇情、動作和驚悚電影。
執導的著名作品如電影《天牢長恨》（1962年）、《諜網迷魂》（1962年）、《靖海蛟龍》（1964年）、《戰鬥列車》（1964年）、《第二生命》（1966年）、《霹靂神風》（1966年）、《霹靂神探2》（1975年）、《最長的星期日》（1977年）和《冷血悍將》（1998年）。
法蘭克海默曾連續榮獲四座艾美獎，分別為1990年代的電視電影《暴火危牆》（1994年）、《燃燒的季節》（1994年）、《安德森維爾》（1996年）和《風雲傳奇》（1997年）。他被認為是在製作過程中能堅持所有元素完全掌控發揮的導演之一，使得他的風格在好萊塢獨樹一幟。
法蘭克海默於2002年入選為電視名人堂成員。2002年7月6日，他突然於洛杉磯因脊椎手術而發病中風，便此過世，享壽72歲。
儘管法蘭克海默執導的電影入圍和贏得各種獎項，包括奧斯卡金像獎，但他從未提名過奧斯卡最佳導演獎。

## 作品列表
- 1962：《天牢長恨（英语：Birdman of Alcatraz (film)）》
- 1962：《諜網迷魂》
- 1964：《靖海蛟龍（英语：Seven Days in May）》
- 1964：《戰鬥列車（英语：The Train (1964 film)）》
- 1966：《第二生命》
- 1966：《霹靂神風（英语：Grand Prix (1966 film)）》
- 1968：《冤獄酷刑（英语：The Fixer (film)）》
- 1969：《超級船長（英语：The Extraordinary Seaman）》
- 1969：《飛天英雄未了情（英语：The Gypsy Moths）》
- 1970：《我行我素（英语：I Walk the Line (film)）》
- 1971：《大騎士（英语：The Horsemen (1971 film)）》
- 1973：《冰人來了（英语：The Iceman Cometh (1973 film)）》
- 1973：《愛情故事的故事（英语：Story of a Love Story）》（又名Impossible Object）
- 1974：《九死一生（英语：99 and 44/100% Dead）》
- 1975：《霹靂神探2》
- 1977：《最長的星期日（英语：Black Sunday (1977 film)）》
- 1979：《預言（英语：Prophecy (film)）》
- 1982：《挑戰（英语：The Challenge (1982 film)）》
- 1982：《造雨人（英语：The Rainmaker (1956 film)#Adaptations）》（電視電影）
- 1985：《末代納粹特勤團（英语：The Holcroft Covenant (film)）》
- 1986：《桃情陷阱（英语：52 Pick-Up）》
- 1989：《震憾大陰謀（英语：Dead Bang）》
- 1990：《第四次世界大戰（英语：The Fourth War）》
- 1991：《激爆1992（英语：Year of the Gun (film)）》
- 1994：《暴火危牆》（電視電影）
- 1994：《燃燒的季節（英语：The Burning Season (1994 film)）》（電視電影）
- 1996：《安德森維爾（英语：Andersonville (film)）》（電視電影）
- 1996：《攔截人魔島（英语：The Island of Dr. Moreau (1996 film)）》
- 1997：《風雲傳奇（英语：George Wallace (film)）》（電視電影）
- 1998：《冷血悍將》
- 2000：《神鬼莫測》
- 2001：《寶馬廣告網絡電影精選（英语：The Hire）》（短片，《Ambush》）
- 2002：《戰爭之路（英语：Path to War）》（電視電影）

## 外部連結
- 約翰·法蘭克海默在互联网电影资料库（IMDb）上的資料（英文）
- John Frankenheimer OpsRoom.org
- John Frankenheimer （页面存档备份，存于）, Senses of Cinema, Issue 41 "Great Directors Series"
- 在美国电视档案馆上的John Frankenheimer採訪視頻
- 在Find a Grave上的約翰·法蘭克海默
- Literature on John Frankenheimer （页面存档备份，存于）
- John Frankenheimer: The Hollywood Interview （页面存档备份，存于）